# Première Nation James Smith
La Première Nation James Smith, aussi appelée Nation crie James Smith, est une Première Nation (au sens de « bande indienne ») d'ethnie crie des plaines et basée en Saskatchewan, au Canada. La Première Nation bénéficie de deux réserves indiennes, James Smith 100 et Cumberland 100A, situées près de l'ancien poste de traite de fourrures de Fort de La Corne sur les rives de la rivière Saskatchewan, au nord de Melfort et Kinistino.
Ces réserves sont partagées avec deux autres Premières Nations, la Première Nation Peter Chapman et la Première Nation Chakastaypasin (en), qui ne sont pas reconnues par le gouvernement du Canada et qui sont considérées par celui-ci comme faisant partie de la Nation crie James Smith. 
En 2022, près de 3 400 personnes sont inscrits comme Cris de James Smith, dont près de 1 900 vivent dans la réserve. La Nation fait partie du Grand conseil de Prince Albert (en). 

## Histoire
En 1876, le chef James Smith signe le Traité 6 au nom de la bande indienne, qui compte alors 134 membres. La réserve de James Smith 100 est originellement désignée comme Fort à la Corne.

### Incorporation de bandes environnantes

#### Première Nation Chakastaypasin
En 1876 également, le chef Chakastapaysin signe le Traité 6 à Fort Carlton, permettant ainsi à sa bande de résider près de Fort à la Corne jusqu'à la fin des années 1880. Le ministère des Affaires indiennes allègue cependant que les membres de la bande ont tous quitté leur réserve en 1898 et que leurs noms ont été ajoutés aux listes d'autres bandes, ce qui lui permet de conclure à la fin de l'existence de la bande et vendre leur réserve. Les recettes de la vente sont remises aux bandes auxquelles les membres de la bande de Chakastapaysin (en) ont été transférés. 
En 1998, des descendants de la bande de Chakastapaysin, intégrés à la Nation crie James Smith, déposent une revendication particulière au gouvernement canadien afin de faire valoir que la vente de leur réserve était illégale. Des enquêtes à cet effet se poursuivent au cours des années suivantes et la question de rétablissement de la bande demeure en suspens. 

#### Première Nation Peter Chapman
Membre et conseiller de la Nation crie de Cumberland House (en), Peter Chapman est signataire du Traité 5 pour la bande en 1875. Peu après la signature, il demande au gouvernement canadien l'octroi de nouvelles terres à des fins agricoles dans les environs de Fort à la Corne. Las d'attendre une réponse du gouvernement, lui et sept familles entament au début des années 1880 le voyage vers la région de Fort à la Corne et s'établissent dans ce qui est aujourd'hui la réserve Cumberland 100A, à proximité de la réserve de James Smith. En 1887, le gouvernement finir par consentir à l'établissement de la réserve Cumberland 100A. La Première Nation Peter Chapman prend officiellement existence le 17 mai 1889, distincte de celle de James Smith.
En 1902, les terres où sont situées Cumberland 100A ont été cédées et vendues par le gouvernement canadien et rachetées en partie par le surintendant général adjoint du Canada, James A. Smart. Un processus courant dans cette partie du Canada à l'époque. Peu après, Smart procède à l'incorporation de la Première Nation Peter Chapman au sein de la Nation crie James Smith.
En 1999, le gouvernement finit par reconnaître que James A. Smart n'aurait dû bénéficier des terres de la Première Nation et propose d'entamer des négociations. L'enquête de la Commission des revendications des Indiens conclut que la fusion de 1902 entre les deux bandes était invalide, car le consentement des membres n'avait jamais été obtenu ni fourni. En 2008, le gouvernement réitère sa volonté de régler le différend. 
La Première Nation est constituée des gens portant les noms Whitehead, Brittain et Head.

### Dernières années
En 2000, les 2 700 membres de la Première Nation votent pour la reconstitution de la Première Nation Peter Chapman et de la Première Nation Chakastaypasin (en).
En 2017, la Première Nation James Smith poursuit le gouvernement fédéral canadien et le gouvernement de la Saskatchewan pour leur inaction après le déversement de pétrole à Maidstone, à la frontière de l’Alberta et de la Saskatchewan, dans la rivière Saskatchewan Nord en juillet 2016.
Le 4 septembre 2022, a lieu une attaque au couteau perpétrée par un membre de la Première Nation dans la réserve et dans la communauté voisine de Weldon (en) fait 12 morts et 18 blessés. 